# Ian Hogbin
Herbert Ian Priestly Hogbin, eigentlich Herbert William Hogbin (* 17. Dezember 1904 in Bawtry, Yorkshire; † 1. August 1989 in Sydney) war ein australischer Anthropologe britischer Herkunft.

## Leben und Werk
Hogbin studierte u. a. bei Alfred Radcliffe-Brown an der Universität Sydney. Er führte Feldarbeiten auf den Salomon-Inseln und auf Neuguinea durch.

## Schriften (Auswahl)
Aufsätze
- Social Advancement in Guadalcanal, Solomon Islands. In: Oceania, Bd. 8 (1938), Heft 3, S. 289–305, ISSN 0029-8077.

Monographien
- Law and Order in Polynesia. A Study of Primitive Legal Institution. Cooper Square Publ., New York 1972, ISBN 0-8154-0435-2 (Nachdr. d. Ausg. London 1934, mit einer Einführung von Bronisław Malinowski.)
- Development and Welfare in the Western Pacific (Australia in a new world; Bd. 1). Australian Institute of international affairs, Sydney 1944 (zusammen mit Camilla H. Wedgwood).
- Transformation Scene. The changing culture of a New Guinea village (The Sociology of Development; Bd. 18). Routledge, London 1998 (Nachdr. d. Ausg. London 1951).
- Social Change. Josiah Mason Lectures, delivered at the University of Birmingham. Watts, London 1958.
- A Guadalcanal Society. The Kaoka Speakers (Case studies in cultural anthropology). Holt, Rhinehart & Winston, New York 1964.
- The Island of Menstruating Men. Religion in Wogeo, New Guinea. Chandler Press, Scranton 1970, ISBN 0-8102-0386-3.
- The leaders and the led. Social control in Wogeo, New Guinea. Melbourne University Press, Carlton, Vic. 1978, ISBN 0-522-84138-4.
- Experiments in civilization. The effects of European culture on a native community of the Solomon islands. Schocken Books, New York 1970 (EA Routledge Kegan Paul, London 1969).